# Birger Wasenius
Birger Wasenius (n. 7 decembrie 1911, Helsingfors, Imperiul Rus – d. 2 ianuarie 1940, Salmi⁠(d), Viipuri Province⁠(d), Finlanda) a fost un patinator de viteză ce a reprezentat Finlanda, medaliat olimpic. A participat la o ediție a Jocurilor Olimpice (1936) în care a câștigat două medalii de argint și o medalie de bronz.